# プレザントタップ
プレザントタップ (Pleasant Tap) は、アメリカ合衆国の競走馬・種牡馬。競走馬としては1990年代初頭に活躍した。半弟にケンタッキーダービー馬ゴーフォージンがおり、その父コーモラントはプレザントコロニーと同じヒズマジェスティ産駒なのでゴーフォージンとは4分の3同血になる。

## 概要
現役時代は2歳時から活躍し、3歳時のケンタッキーダービーでは3着に入っているが、G1初制覇は本格化した5歳時のサバーバンハンデキャップと遅かった。他にG1ジョッキークラブゴールドカップを含む4重賞を制した。ブリーダーズカップには2歳から5歳まで毎年異なる競走に参戦、牡馬が出走可能な競走はブリーダーズカップ・マイル以外全てに出走している。そのうちブリーダーズカップ・ジュヴェナイル（2歳時、6着）とブリーダーズカップ・ターフ（3歳時、8着）は惨敗してしまったが、ブリーダーズカップ・スプリント（4歳時、2着）とブリーダーズカップ・クラシック（5歳時、2着）では好走した。5歳時には10戦4勝2着5回の好成績が認められ、エクリプス賞最優秀古馬牡馬に選出されている。
引退後はケンタッキー州のレーンズエンドファームで種牡馬となる。1995年にはタップトゥミュージックを出したが、その後活躍馬を出せずに米種牡馬リーディングでも100位以下に低迷していた。だが、日本でタップダンスシチーが活躍したことが転機になり、2004年には日本種牡馬リーディングで54位、同国には2頭しか産駒がいなかったためアーニングインデックスは57.51（全国）という極めて高い数値を記録、この年には米種牡馬リーディング（ブラッドホース誌による）でも84位につけた。さらに続くピーティーズグレイイーグル、デビッドジュニア、プレミアムタップ等の活躍により2005年には米種牡馬リーディングで37位、翌2006年には4位まで上昇、父プレザントコロニーの後を継ぎリボー系の主力種牡馬となった。2010年10月8日、蹄葉炎のため安楽死。
産駒の特徴としては、自身と同じく幅広い距離適性を持ち、2歳戦は苦手だが高齢まで活躍する傾向があった。芝ダートもあまり問わない万能型。ただし少数の産駒に獲得賞金のほとんどを頼る傾向があり、2歳戦で勝ちあがる割合も8%と低かった。種付け料は2007年3月現在1万5000ドル（産駒誕生後）。体高（キ甲＝首と背の境から足元まで）16.2ハンド（約165cm）。
Pleasant Colony産駒唯一の成功種牡馬であったが、後継種牡馬はことごとく失敗、早世、輸出され、Pleasant Colony系は2010年代早々に壊滅した。2017年から晩年の産駒で最後のG1馬Sahara Skyがインディアナ州で種牡馬入りする。

## 競走成績
- 1989年（5戦1勝）
- 1990年（9戦3勝）
  - マリブステークス (G2) 、2着 - レキシントンステークス (G2) 、ネイティヴダイヴァーハンデキャップ (G3) 、3着 - ケンタッキーダービー (G1)
- 1991年（8戦1勝）
  - 2着 - ブリーダーズカップ・スプリント (G1)
- 1992年（10戦4勝）
  - ジョッキークラブゴールドカップ (G1) 、サバーバンハンデキャップ (G1) 、チャーチルダウンズハンデキャップ (G3) 、コモンウェルスブリーダーズカップステークス (G3) 、2着 - ブリーダーズカップ・クラシック (G1) 、ウッドワードステークス (G1) 、メトロポリタンハンデキャップ (G1)

## 種牡馬成績

### 主な産駒
- 1995年産
  - Tap To Music（ガゼルステークス）
- 1997年産
  - タップダンスシチー（ジャパンカップ、宝塚記念）
- 1998年産
  - I Believe in You（ハリウッドスターレットステークス）
- 2002年産
  - David Junior（チャンピオンステークス、ドバイデューティーフリー、エクリプスステークス）
  - Premium Tap（ウッドワードステークス、クラークハンデキャップ、ドバイワールドカップ2着）
- 2003年産
  - Pts Grey Eagle（エイシェントタイトルステークス）
- 2004年産
  - Tiago（サンタアニタダービー、グッドウッドステークス）
- 2008年産
  - Sahara Sky（メトロポリタンハンデキャップ）

### ブルードメアサイアー（母の父）として
- 2005年産
  - Sahpresa（2009年・2010年・2011年サンチャリオットステークス）
- 2006年産
  - ワンダーアキュート（2012年JBCクラシック、2014年帝王賞、2015年かしわ記念[1]）
- 2019年産
  - Speaking Scout（2022年ハリウッドダービー）

## 血統表
| プレザントタップの血統（リボー系 / Nasrullah5×4=9.38% Princequillo5×4=9.38%） | プレザントタップの血統（リボー系 / Nasrullah5×4=9.38% Princequillo5×4=9.38%） | プレザントタップの血統（リボー系 / Nasrullah5×4=9.38% Princequillo5×4=9.38%） | （血統表の出典）     | （血統表の出典） |
| 父 Pleasant Colony 1978 黒鹿毛                                                | 父の父His Majesty 1968 鹿毛                                                   | Ribot                                                                         | Tenerani             | Tenerani         |
| 父 Pleasant Colony 1978 黒鹿毛                                                | 父の父His Majesty 1968 鹿毛                                                   | Ribot                                                                         | Romanella            |                  |
| 父 Pleasant Colony 1978 黒鹿毛                                                | 父の父His Majesty 1968 鹿毛                                                   | Flower Bowl                                                                   | Alibhai              | Alibhai          |
| 父 Pleasant Colony 1978 黒鹿毛                                                | 父の父His Majesty 1968 鹿毛                                                   | Flower Bowl                                                                   | Flower Bed           |                  |
| 父 Pleasant Colony 1978 黒鹿毛                                                | 父の母Sun Colony 1968 鹿毛                                                    | Sunrise Flight                                                                | Double Jay           | Double Jay       |
| 父 Pleasant Colony 1978 黒鹿毛                                                | 父の母Sun Colony 1968 鹿毛                                                    | Sunrise Flight                                                                | Misty Morn           |                  |
| 父 Pleasant Colony 1978 黒鹿毛                                                | 父の母Sun Colony 1968 鹿毛                                                    | Colonia                                                                       | Cockrullah           | Cockrullah       |
| 父 Pleasant Colony 1978 黒鹿毛                                                | 父の母Sun Colony 1968 鹿毛                                                    | Colonia                                                                       | Nalga                |                  |
| 母 Never Knock 1979 黒鹿毛                                                    | 母の父Stage Door Johnny 1965 栗毛                                             | Prince John                                                                   | Princequillo         | Princequillo     |
| 母 Never Knock 1979 黒鹿毛                                                    | 母の父Stage Door Johnny 1965 栗毛                                             | Prince John                                                                   | Not Afraid           |                  |
| 母 Never Knock 1979 黒鹿毛                                                    | 母の父Stage Door Johnny 1965 栗毛                                             | Peroxide Blonde                                                               | Ballymoss            | Ballymoss        |
| 母 Never Knock 1979 黒鹿毛                                                    | 母の父Stage Door Johnny 1965 栗毛                                             | Peroxide Blonde                                                               | Folie Douce          |                  |
| 母 Never Knock 1979 黒鹿毛                                                    | 母の母Never Hula 1969 黒鹿毛                                                  | Never Bend                                                                    | Nasrullah            | Nasrullah        |
| 母 Never Knock 1979 黒鹿毛                                                    | 母の母Never Hula 1969 黒鹿毛                                                  | Never Bend                                                                    | Lalun                |                  |
| 母 Never Knock 1979 黒鹿毛                                                    | 母の母Never Hula 1969 黒鹿毛                                                  | Hula Hula                                                                     | Polynesian           | Polynesian       |
| 母 Never Knock 1979 黒鹿毛                                                    | 母の母Never Hula 1969 黒鹿毛                                                  | Hula Hula                                                                     | Black Helen F-No.1-x |                  |